# XXXVII Festival Internacional de la Canción de Viña del Mar
El XXXVII Festival de la Canción de Viña del Mar o simplemente Viña '96, se realizó del 14 al 19 de febrero de 1996 en el anfiteatro de la Quinta Vergara, en Viña del Mar, Chile. Fue transmitido por Megavisión y fue animado por Antonio Vodanovic acompañado de varias animadoras cada noche, entre las que se cuentan Edith Serrano, María José Barraza, Maite Delgado, Claudia Cisneros, Patricia Manterola y Paola Falcone.

## Desarrollo
La 37.ª versión del Festival Internacional de la Canción de Viña del Mar corresponde al tercer certamen transmitido por Megavisión. Originalmente este iba a ser su último año al mando del festival, pero tiempo después ganan nuevamente la licitación por tres años más. El logo era un círculo que decía Viña 96 y aparecía el logo de mega en 3D.

### Día 1 (miércoles 14)
- Obertura
- Carlos Vives
- Dino Gordillo (humor)
- Juan Gabriel

### Día 2 (jueves 15)
- Ricky Martin
- Los Indolatinos (humor)
- Fey
- Los Calzones Rotos

### Día 3 (viernes 16)
- Nicole
- Dinamita Show (humor)
- Laura Branigan
- Luis Dimas
- Café Tacvba

### Día 4 (sábado 17)
- Los Tres
- Jorge Franco El Náufrago (humor)
- Andrés de León
- Diego Torres
- The Kai Band

### Día 5 (domingo 18)
- Obertura
- 2 Unlimited
- Paulo Iglesias (humor)
- Gloria Simonetti
- Maná

### Día 6 (lunes 19)
- Obertura
- Ace of Base
- Patricia Manterola
- Dinamita Show (humor)
- Illapu
- Cierre

## Anécdotas
- Días antes del festival, se realiza un evento llamado La noche de Patricia Manterola, para promocionar la nueva teleserie mexicana que exhibiría el canal, Acapulco, cuerpo y alma.
- El actor Lorenzo Lamas vino acompañado de su pareja, la actriz Kathleen Kinmont.
- Uno de los que estuvo al borde de las pifias fue el humorista Dino Gordillo, debido a chistes alusivos a Juan Gabriel (le tocó actuar antes del mencionado artista). Pero después repunta y se gana cómodamente el cariño del "Monstruo".
- La actuación de Juan Gabriel cerró la primera noche y se extendió casi hasta las 3 de la madrugada, marcando un éxito histórico que se repetiría consecutivamente en los festivales de 1997 y 1998.
- Durante la actuación de Ricky Martin mientras cantaba A Medio Vivir durante la parte final se le olvidaron las últimas estrofas y terminó repitiendo la segunda estrofa, quedando en un error notado por el público.
- En ese festival fue tanto el éxito de Dinamita Show, que incluso fueron a la última noche del festival, donde marcaron 43 puntos de índice de audiencia y se ganaron la gaviota de plata, la primera entregada a un artista invitado al show, tras lo sucedido con José Luis Rodríguez en la versión de 1988.

## Jurado Internacional
El Jurado Internacional de esta edición estuvo conformado por las siguientes figuras:
- Lucho Gatica (presidente del jurado)
- Andrés de León
- Laura Branigan
- Julio Videla
- Fey
- Julio Iglesias, Jr.
- Araceli Vitta
- Luis Dimas
- Gloria Simonetti
- Estela Mora
- Lorenzo Lamas

## Competencias

### Competencia internacional
| País                 | Título                             | Intérprete                     | Autor                                      | Compositor                                         |                  |
| Canción ganadora     | Canción ganadora                   | Canción ganadora               | Canción ganadora                           | Canción ganadora                                   | Canción ganadora |
| -------------------- | ---------------------------------- | ------------------------------ | ------------------------------------------ | -------------------------------------------------- | ---------------- |
| Italia               | Aria ariò                          | Paolo Meneguzzi                | Dino Melotti, Paolo Meneguzzi              | M. Botoni, Dino Melotti, C. Isgro, Paolo Meneguzzi |                  |
| Semi Finalistas      |                                    |                                |                                            |                                                    |                  |
| Perú                 | Canción De Esperanza Para No Morir | Gian Marco                     | Gian Marco                                 | Gian Marco                                         |                  |
| México               | Morir En El Intento                | Áureo Baqueiro                 | Camila Dial, Áureo Baqueiro                | Áureo Baqueiro                                     |                  |
| República Dominicana | Me Gustas                          | Mickey Taveras                 | Mickey Taveras                             | Mickey Taveras                                     |                  |
| España               | Ojos Verdes                        | Vatikano                       | Kiki Garcia, Hector Almaguer, Luis Serrano | Kiki Garcia, Hector Almaguer, Luis Serrano         |                  |
| Cuba                 | El Mundo Corre                     | Luis Palma                     | Luis Palma                                 | Luis Palma                                         |                  |
| Chile                | Siempre Recordaré                  | Jaime Ciero                    | Jaime Ciero, Pepe Rigue                    | Rene Calderon                                      |                  |
| Argentina            | Cante                              | Marisa Santos y Fernando Porta | Fernando Porta                             | Fernando Porta                                     |                  |
| Ecuador              | Paisaje                            | Alberto Calleris               | Alberto Calleris                           | Alberto Calleris                                   |                  |
| Venezuela            | Vida                               | Claudio Corsi                  | Claudio Corsi, Angelo Sebastiano           | Claudio Corsi                                      |                  |

- Mejor intérprete: Mickey Taveras,  República Dominicana.

Folclórica: 
| Título           | Intérprete                           | Autor                |
| Canción ganadora | Canción ganadora                     | Canción ganadora     |
| ---------------- | ------------------------------------ | -------------------- |
| Cueca tristona   | Clarita Parra                        | Edson Guerrero       |
| Semi Finalistas  |                                      |                      |
| Como el sol      | Los Sayas                            | Danny Rodríguez      |
| Rosa Yagán       | Grupo Cabildo                        | Agustín Moncada      |
| La Gavilana      | Roberto Pachi Rojas                  | Roberto Pachi Rojas  |
| Mágico Amor      | Ricardo de la Fuente y Canta América | Ricardo de la Fuente |

- Mejor intérprete: Ricardo de la Fuente.

Referencias: 

## Programas satélites
| Programa                     | Conducción                    | Canal |
| ---------------------------- | ----------------------------- | ----- |
| Acompañeme al Festival       | Julio Videla                  |       |
| Interferencia, tu hora total | Giovanni Canale y Laura Silva |       |
| No te pierdas el Festival    | Leo Caprile                   |       |
| Meganoticias                 |                               |       |

## Transmisión internacional
- Brasil: Rede Manchete [5]
- Colombia: Canal A [5]
- Argentina: ATC [5]
- Perú: América Televisión [5]
- México: Canal de las Estrellas [5]
- Venezuela: Venevisión [5]
- Estados Unidos: Univision [5]
- Puerto Rico: WAPA-TV [5]
- España: RTVE [5]
- Europa: Galavisión [5]